# Wendy Whoppers
Wendy Whoppers (Saint Louis, Misuri; 13 de agosto de 1970) es una actriz pornográfica y bailarina exótica estadounidense.

## Biografía
Whoppers trabajó como demostradora de productos tales como palomitas de maíz en supermercados y mesera en restaurantes antes de llegar a ser una bailarina exótica a los 18 años de edad. Dichos trabajos eran realizados mientras obtenía su título de técnica laboratorista. Decidió probar en el baile por la cantidad de dinero que ella aspiraba a ganar; se salió de la escuela y obtuvo sus copas B naturales las cuales con ayuda de implantes de senos aumento hasta HHH y trabajó en la pornografía por casi 7 años durante los años 1990.
Wendy, si es su nombre verdadero, bailó por un tiempo bajo el nombre artístico de Tommy Tatas para poco después cambiarlo por Whoppers (Monstruos) haciendo referencia a sus senos los cuales aumento hasta cuatro veces haciéndolos mostruosamente grandes. Los grandes senos falsos eran en los noventa los que dejaban más ganancias a las bailarinas de Striptease. Ella filmó más de 70 películas en las categorías, solo, juguetes sexuales, hardcore y orgías pero ella nunca quiso realizar el sexo anal.
Llegó a ser una artista muy popular entre las modelos de senos grandes en Norteamérica (llamadas Big boobs). Además de viajar como bailarina por todo Estados Unidos, ha aparecido ella apareció en más de 70 películas pornográficas de sexo duro (hardcore) y en más de 50 revistas para adultos tales como Score, Hustler's Busty Beauties, Penthouse, D-Cup, Gent, Bust Out, Stacked y muchas más.
Wendy se casó (y se divorció) durante su carrera y tuvo dos hijos. Desde que se retiró en 1997, ella residió en Fort Lauderdale con sus hijos.